# План «Шатун»
План «Шатун» або «Скани Закарпаття» — гіпотетичний план щодо дестабілізації України у період з 15 листопада 2016 до березня 2017, який, за твердженнями хакерського угрупування «CyberHunta», виявлено у зламаній поштовій скрині Владислава Суркова, помічника російського президента Володимира Путіна. Головна мета плану — дискредитація органів державної влади і проведення дострокових парламентських і президентських виборів.
Достовірність плану «Шатун» не була підтверджена незалежними джерелами. [⇨]

## Історія
24 жовтня 2016 року хакерське угрупування «КіберХунта» заявило, що зламало поштові скриньки v14691@yandex.ru і pavnik@yandex.ru й оприлюднило фрагменти листування Суркова з його помічником Павлом Карповим. Серед файлів знайдений план із дестабілізації України «Шатун».
Оприлюднений документ має заголовок "План першочергових заходів щодо дестабілізації суспільно-політичного життя на Україні «Шатун»". Згідно з планом пропонується:
1. залучити до масових акцій окремі українські політичні партії («Опоблок», Всеукраїнське об'єднання «Батьківщина», Радикальна партія Олега Ляшка)
2. для формування відповідної громадської думки «використати втемну» народних депутатів Мустафу Найєма, Сергія Лещенка, Світлану Заліщук та Ольгу Червакову. Їм мали бути «злиті» дані для «масштабних розслідувань корупційної діяльності Порошенка». Заради цієї ж мети запропоновано залучити громадських діячів і журналістів Віталія Шабуніна, Дмитра Гнапа, Дениса Бігуса, Олександра Дубінського, Олексія Шалайського та Анатолія Шарія.
3. запровадити в середовище волонтерів російських агентів, щоб сіяти паніку.
4. організація розслідувань корупційної діяльності президента України Петра Порошенка і його оточення, таємних домовленостей і лобіювання бізнес-інтересів
5. організація «Тарифного майдану» (Майдану-3), підготовка фінансової бази протестів в усіх обласних центрах України
6. активна критика соціально-економічної політики центральної та місцевої влади
7. проведення хресних ходів
8. активізація діяльності сепаратистських рухів у регіонах.

## Реакція та оцінки автентичності
- 24 жовтня, у день оприлюднення «КіберХунтою» плану «Шатун», радник міністра внутрішніх справ України Антон Геращенко у своєму Facebook назвав документи «КіберХунти» достовірними, але не навів жодних підтверджень своїм словам[5][6].
- У Кремлі заперечили автентичність зламаної пошти помічника російського президента. Пізніше російська влада додала, що Сурков «взагалі не користується електронною поштою»[1].
- «Опозиційний блок» стверджував, що план «Шатун» — фальшивка, розроблена представниками «Народного фронту». «Опоблок» закликав СБУ розслідувати діяльність цієї політичної партії[7].
- Роман Бурко, засновник волонтерського співтовариства InformNapalm вказав, що «скани Закарпаття» (план «Шатун») і злам пошти Суркова (Surkov leaks) є окремими подіями. Дампи з поштової скриньки Суркова prm_surkova@gov.ru пройшли експертизу, проведену зарубіжними експертами Bellingcat і Atlantic Council, яка підтвердила їхню достовірність. Натомість план «Шатун» міститься у матеріалах, нібито отриманих при зламі приватних скриньок Суркова v14691@yandex.ru і pavnik@yandex.ru, і спільнота InformNapalm  не може підтвердити їхню достовірність без аналізу дампу та цифрового підпису[8].
- Журналіст Наталія Двалі стверджує, що про несправжність плану "Шатун" свідчить також те, що лист Карпова-Павлова на адресу v14691@yandex.ru відправлено 26 серпня 2016 року. При цьому два pdf-файли, прикріплені до листа, створені 23 жовтня 2016 року[9].

## Наслідки та пов'язані події

### Розхитування ситуації на Закарпатті
У Закарпатській області російські куратори мають спрямувати зусилля на реалізацію «плану з забезпечення федерального статусу Закарпаття». Керівник Апарату СБУ Олександр Ткачук заявив, що частина документів В. Суркова «збігається з документальними матеріалами, які були вилучені під час обшуку в рамках кримінального провадження, пов'язаного з розслідуванням сепаратистських рухів на Закарпатті».

### Листопадові мітинги
Начальник департаменту СБУ Анатолій Дублик заявив, що «операція включає проведення масових акцій протестів по Україні для дискредитації органів державної влади».
Протести ошуканих вкладників банків і противників підвищення комунальних тарифів у Києві, які розпочалися 15 листопада, деякі політики й журналісти назвали частиною плану «Шатун». Підозри про реалізацію плану зацікавлених сил додає зізнання деякими учасниками факту оплати їм за участь в акції
Колишні регіонали Олександр Вілкул, Ірина Бережна, Олена Лукаш, Олена Бондаренко та адвокат Тетяна Монтян вважають, що протести у Києві спровокував не кремлівський план «Шатун», а критична соціально-економічна ситуація в країні.
Юлія Тимошенко вважає, що план «Шатун» був вигаданий в Адміністрації Президента, щоб залякати людей. При цьому сама Тимошенко організовувала протестні акції з 15 листопада 2016, що збігається з початком реалізації плану «Шатун».
На думку політолога Володимира Фесенка, план «Шатун» радше пропозиції, ніж конкретний план. Імовірно, ці пропозиції належать українським політикам, які перебувають у Москві, й безпосередньою організацією займатимуться українські політичні сили. Водночас не варто спрощувати «ситуацію з мітингами в Києві та питаннями про розгойдування ситуації з Росії».